# This Is Me (canção de Keala Settle)
"This Is Me" é uma canção interpretada por Keala Settle para o filme The Greatest Showman. Lançada em 26 de outubro de 2017 pela Atlantic Records e composta por Pasek and Paul, venceu o Globo de Ouro de melhor canção original em 2018. Uma segunda versão foi lançada em 22 de dezembro de 2017 pela cantora Kesha.